# Volkacher Tor

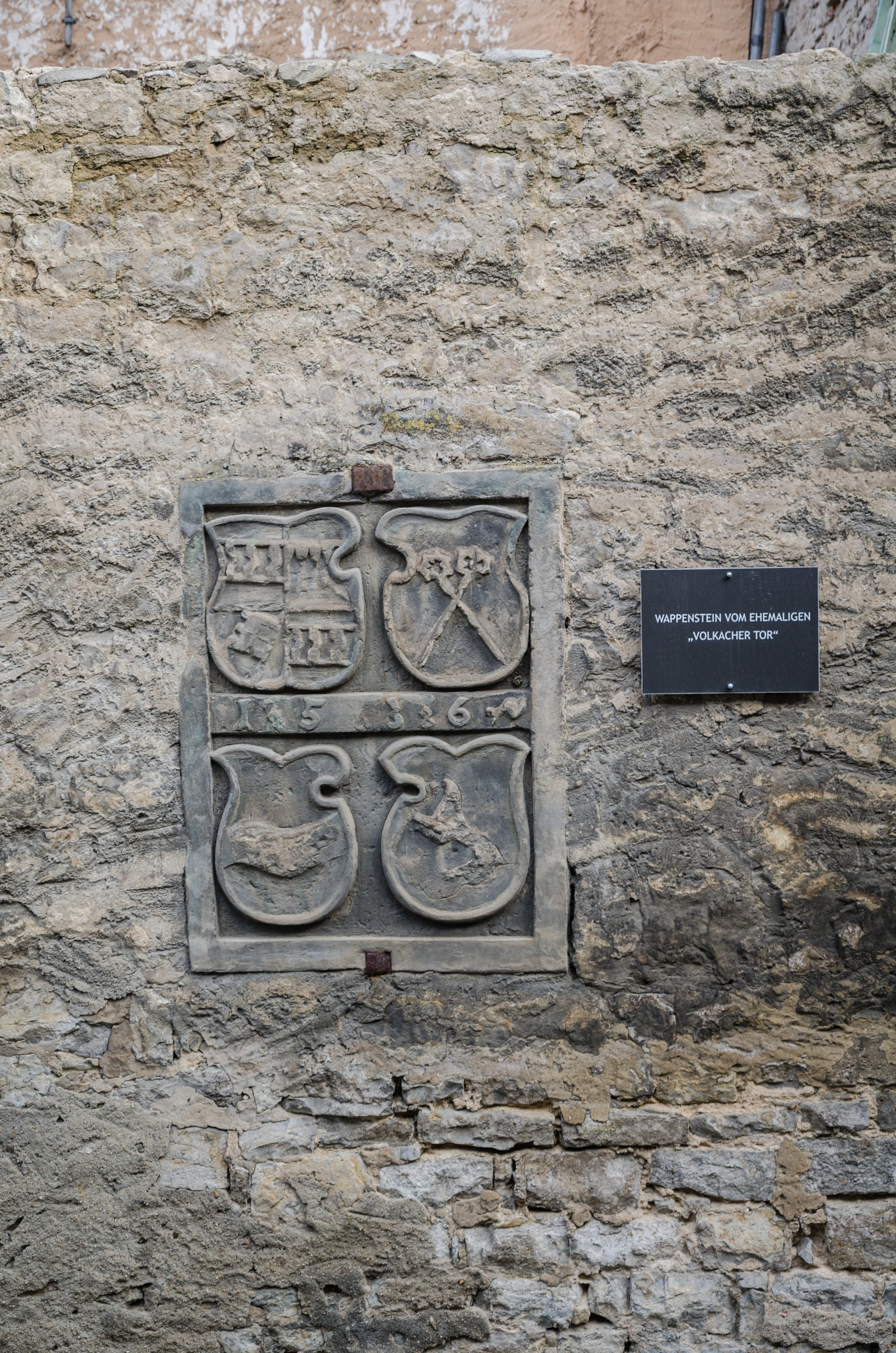
Der Wappenstein an der Volkacher Straße 2

Das Volkacher Tor (auch Kuhtor, früher Hausnummer 27) ist ein abgegangenes Tor der Ortsbefestigung im unterfränkischen Sommerach. Als einziges Relikt des Volkacher Tores hat sich ein Wappenstein an der Volkacher Straße erhalten.

## Geschichte
Nachdem Sommerach im 15. Jahrhundert immer wieder kriegerischen Eroberungen ausgesetzt war, begannen die Äbte von Münsterschwarzach, die zu diesem Zeitpunkt die Dorfherrschaft hatten, das Dorf mit einer Ringmauer zu umgeben. Der nordöstliche Teil entstand in der ersten Hälfte des 16. Jahrhunderts. Das Tor war 1536 fertiggestellt und nach der nahegelegenen Stadt Volkach benannt, weil dort die Straße in Richtung der Amtsstadt verlief. Zugleich setzte sich im Volksmund auch der Name „Kuhtor“ durch, wohl weil die Bewohner ihr Vieh vor dem Tor weideten. Im Tor war die Wohnung des Totengräbers untergebracht.
Zu Beginn des 19. Jahrhunderts forcierte die Gemeinde den Abriss der nördlichen Abschnitte der Dorfmauer, um dem wachsenden Durchfahrtsverkehr Herr zu werden. Das Tor war baufällig und wurde von der Gemeinde Sommerach auf Abriss versteigert. Den Zuschlag erhielt Franz Pickel für 200 Gulden. Noch vor 1868 wurde das Wappen als einziger Überrest in die heutige Hauswand eingefügt.

## Wappenstein
Der rechteckige Wappenstein ist in eine Wand im Haus Volkacher Straße 2 eingelassen. Die Wappenkartusche ist von einem breiten Rand umgeben und wird durch ein Band in zwei gleich große Teile geteilt. Der querverlaufende Rahmen trägt die Jahreszahl 1536 als Relief. Oberhalb davon befinden sich zwei Wappen der Obrigkeit, links das Bischofswappen des Konrad II. von Thüngen, rechts die beiden gekreuzten Abtsstäbe der Abtei Münsterschwarzach. Die beiden  Wappen darunter sind nicht mehr eindeutig zu identifizieren und verweisen vielleicht auf den Schultheißen und Bürgermeister von Sommerach. Der Wappenstein wird als Baudenkmal geführt.